# Mångfruktig vägglav
Mångfruktig vägglav (Polycauliona polycarpa) är en lav i familjen Teloschistaceae som lever i stora delar av Europa och Nordamerika. Den finns i hela Skandinavien utom längst i norr, men är vanligast i de södra delarna.

## Utseende
Arten är gul–orange och busklik med många lecanoroida apothecier (bildade av bålen) i en något mörkare nyans, i kanten av de korta och konvexa loberna. Den enskilda laven har sällan en bål större än 1 cm (ibland upp till 2 cm), men kan ändå täcka stora ytor tillsammans med andra individer. Sporerna är tvåcelliga och har en tjock mellanvägg.
Mångfruktig vägglav är förväxlingsbar med vägglav. Till skillnad från det närstående släktet orangelavar (Caloplaca) har vägglavarna underbark.

## Ekologi
Mångfruktig vägglav växer på näringsrik och/eller basisk bark på kvistar och stammar av buskar och träd, men kan även påträffas på gammalt trä. Den påträffas ofta på träd av släktet flädrar (sambucus). Arten producerar, liksom hela släktet vägglavar, (Xantoria) färgämnet (lavsyran) parietin och färgas röd av kaliumhydroxid.

### Fotnoter
1. ↑  Bisby F.A., Roskov Y.R., Orrell T.M., Nicolson D., Paglinawan L.E., Bailly N., Kirk P.M., Bourgoin T., Baillargeon G., Ouvrard D. (red.) (26 februari 2011). ”Species 2000 & ITIS Catalogue of Life: 2011 Annual Checklist.”. Species 2000: Reading, UK. Arkiverad från originalet den 18 juni 2012. https://web.archive.org/web/20120618223324/http://www.catalogueoflife.org/services/res/2011AC_26July.zip. Läst 24 september 2012.
2. ↑  LIAS: A Global Information System for Lichenized and Non-Lichenized Ascomycetes. Rambold G. (lead editor); for detailed information see http://liaslight.lias.net/About/Impressum.html and http://liasnames.lias.net/About/Impressum.html, 2011-03-09
3. ↑  Dyntaxa, Polycauliona polycarpa, Mångfruktig vägglav; 2018-08-24
4. ↑  ”Flechtenbilder – Xanthoria polycarpa (Hoffm.) Rieber”. Arkiverad från originalet den 25 oktober 2007. https://web.archive.org/web/20071025154505/http://kmubserv.tg.fh-giessen.de/pm/page.cfm?PRID=20&CFID=187661&CFTOKEN=17065766&PID=374. Läst 4 juni 2009.
5. ↑  ”Irish lichens – Xanthoria polycarpa”. Arkiverad från originalet den 18 april 2016. https://web.archive.org/web/20160418230511/http://irishlichens.ie/pages-lichen/l-20.html. Läst 4 juni 2009.